# Bourletiella pistillum
Bourletiella pistillum är en urinsektsart som beskrevs av Hermann Gisin 1946. Bourletiella pistillum ingår i släktet Bourletiella, och familjen Bourletiellidae. Arten är reproducerande i Sverige.